# Anacolia webbii
Anacolia webbii är en bladmossart som beskrevs av W. P. Schimper 1876. Anacolia webbii ingår i släktet Anacolia och familjen Bartramiaceae. Inga underarter finns listade i Catalogue of Life.